# Bitwa w zatoce Kula
Bitwa w zatoce Kula – bitwa morska podczas walk w archipelagu Wysp Salomona w czasie II wojny światowej, stoczona w nocy z 5 na 6 lipca 1943 roku pomiędzy okrętami japońskimi a amerykańskimi, w zatoce Kula pomiędzy wyspami Kolombangara a Nowa Georgia. Zakończona taktycznym zwycięstwem japońskim.

## Wstęp – starcie 5 lipca
Na początku lipca 1943, po zdobyciu wyspy Rendova, Amerykanie wysadzili desant na południowym wybrzeżu opanowanej przez Japończyków wyspy Nowa Georgia w archipelagu Wysp Salomona. W nocy z 4 na 5 lipca 1943 dodatkowo wysadzono desant 2600 żołnierzy na zachodzie wyspy, w zatoce Kula, w rejonie Kotwicowiska Ryżowego, mający na celu uniemożliwienie Japończykom dostarczania tą drogą posiłków. Osłonę desantu i wsparcie ogniowe oddziałów zapewniał zespół Task Group 36.1 kontradmirała Waldena Ainswortha, składający się z 3 krążowników lekkich: USS „Helena”, „Honolulu” i „St. Louis” i 10 niszczycieli. W tym samym czasie, Japończycy podjęli nocną próbę dostarczenia na pokładach niszczycieli posiłków na leżącą po przeciwnej stronie zatoki Kula wysepkę Kolombangara (rejsy tego typu nazywane były przez Amerykanów Tokyo Express).

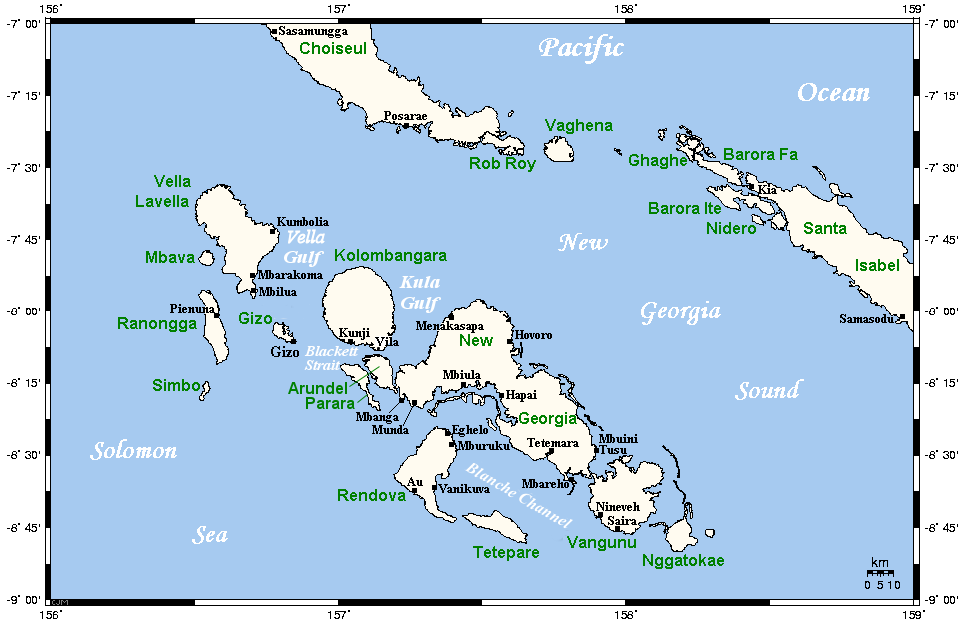
Grupa wysp Nowej Georgii – w centrum Nowa Georgia, na lewo od niej zatoka Kula (Kula Gulf) i Kolombangara

Japoński zespół w składzie niszczycieli: „Niizuki”, „Yunagi”, „Nagatsuki” i „Satsuki” wszedł do zatoki Kula. Dzięki wyposażeniu nowego niszczyciela „Niizuki” w radar, wykrył on znajdujący się w głębi zatoki zespół amerykańskich niszczycieli jako pierwszy (było to ewenementem w morskich starciach japońsko-amerykańskich). „Niizuki” i „Yunagi” wystrzeliły po 4 torpedy, a „Nagatsuki” 6 torped (łącznie 14), z odległości ok. 11 mil morskich, po czym Japończycy zawrócili, nie wysadzając posiłków. Zespół japoński został wykryty przez Amerykanów na radarze zbyt późno, a w chwilę potem, przed godz. 1, amerykański niszczyciel USS „Strong” został trafiony jedną z torped i wkrótce zatonął. Dzięki temu jednak, że po trafieniu zderzył się z nim celowo niszczyciel USS „Chevalier”, odnosząc przy tym niewielkie uszkodzenia, na pokład „Chevaliera” mogło przejść 241 członków załogi okrętu (zginęło 46). Akcja ratunkowa była utrudniona przez ostrzał japońskiej artylerii nadbrzeżnej. Ewenementem w tym starciu był dystans skutecznego strzału torpedowego.

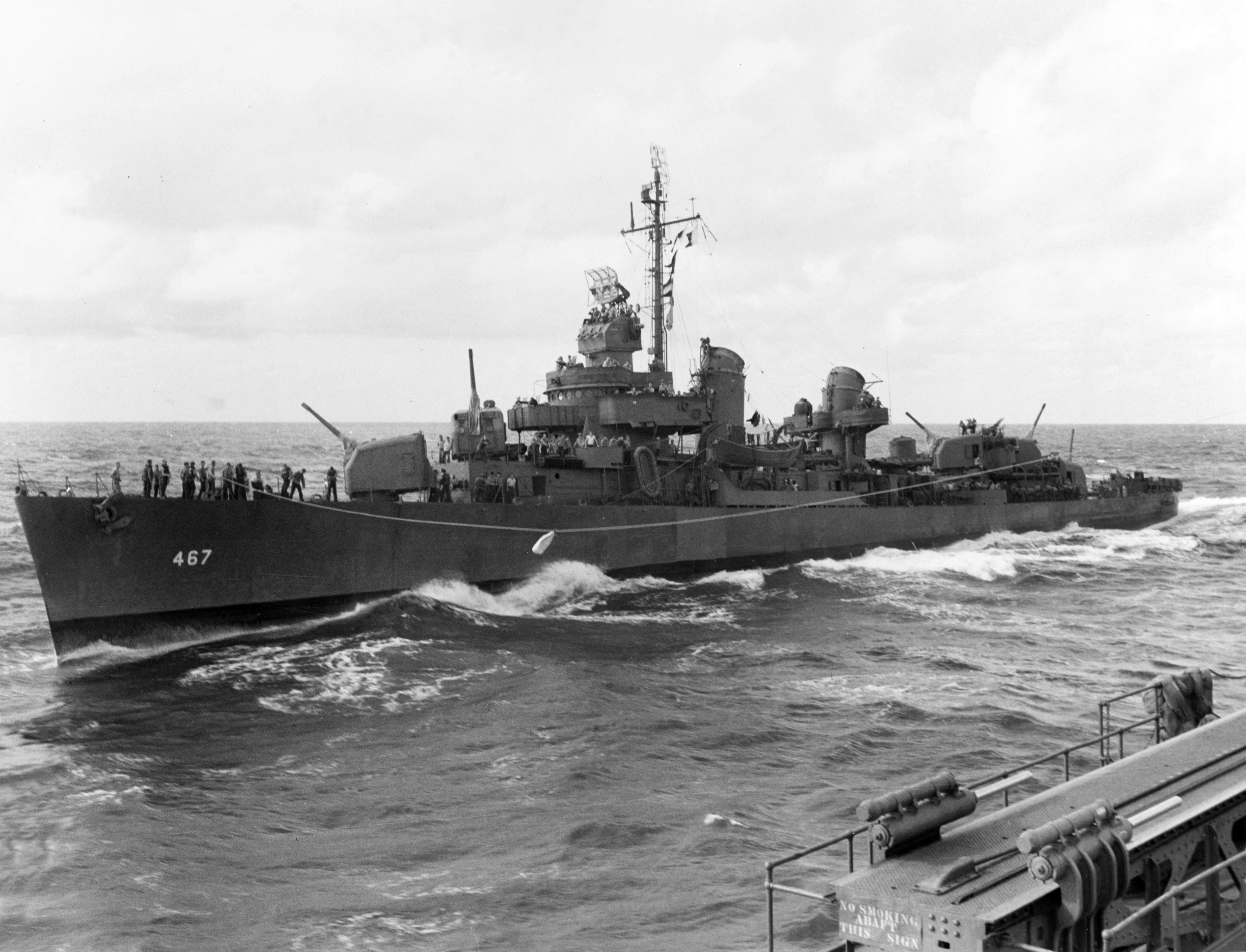
Niszczyciel USS „Strong”, zatopiony w starciu przed bitwą. Takiego samego typu Fletcher były pozostałe amerykańskie niszczyciele.

Po wysadzeniu i wsparciu desantu, amerykański zespół TG 36.1 kontradmirała Ainswortha wycofał się 5 lipca na wschód, wzdłuż archipelagu Wysp Salomona. Po południu jednakże otrzymał informację od admirała Halseya o wykrytym kolejnym zespole japońskim Tokyo Express płynącym w kierunku Nowej Georgii, więc zawrócił w kierunku wyspy.

## Bitwa – 6 lipca
Zespół amerykański składał się z krążowników lekkich USS „Helena”, „Honolulu” i „St. Louis” oraz 4 niszczycieli: USS „Nicholas”, „O’Bannon”, „Radford” i „Jenkins” i zbliżał się od wschodu do zatoki Kula i brzegu Kolombangary. Tymczasem do zatoki dotarł z Buin na Bougainville zespół 10 niszczycieli japońskich pod flagą dowódcy 3. Flotylli Niszczycieli, kontradmirała Teruo Akiyamy. Siedem z nich miało na pokładzie wojsko i miało zadanie wysadzić je w bazie Vila na brzegu Kolombangary, trzy – flagowy „Niizuki”, „Suzukaze” i „Tanikaze” stanowiły osłonę.
Japoński zespół znalazł się na wodach zatoki Kula po północy 6 lipca, wpływając na nie od południa, po czym trzy okręty zespołu transportowego: „Mochizuki”, „Mikazuki” i „Hamakaze” zostały skierowane do Vila. Reszta japońskiego zespołu szła na północ, ku wyjściu z zatoki, po czym odłączono od niego i skierowano do Vila dalsze 4 niszczyciele: „Nagatsuki” i „Satsuki”, „Amagiri”, „Hatsuyuki”. Wkrótce potem, o 1.47, Japończycy zostali wykryci przez nadchodzący zespół amerykański.
Amerykanie płynęli w szyku torowym: dwa niszczyciele, krążowniki i pozostałe dwa niszczyciele. O godz. 1.54 czołowe niszczyciele USS „Nicholas” i „O’Bannon” otworzyły ogień do trzech niszczycieli japońskich zespołu osłony „Niizuki”, „Suzukaze” i „Tanikaze”. Dopiero po trzech minutach ogień otworzyły też krążowniki. Wkrótce wielokrotnie trafiony został „Niizuki”, który potem zatonął. Z powodu stosowania prochu błyskowego, amerykańskie krążowniki były jednak dobrze widoczne w nocy, co umożliwiło pozostałym niszczycielom japońskim atak torpedowy. Między 2.04 a 2.07 trzy z 16 torped trafiły krążownik USS „Helena”, który wkrótce zatonął. Mimo intensywnego ognia amerykańskiego, pozostałe dwa niszczyciele japońskie uszły na zachód z niewielkimi uszkodzeniami.
Tymczasem 4 niszczyciele japońskie, płynące na południe ku bazie Vila, zawróciły w kierunku starcia, z „Amagiri” płynącym na czele. Tam jednak przegrodził im kurs amerykański zespół, stawiając tym samym „kreskę nad T”, co umożliwiało Amerykanom prowadzenie ognia całością artylerii. Mimo to, japońskie niszczyciele odniosły jedynie niewielkie uszkodzenia (m.in. „Hatsuyuki” otrzymał trafienia trzema pociskami, które nie wybuchły), po czym powtórnie zawróciły na południe, do Vila.

## Po bitwie

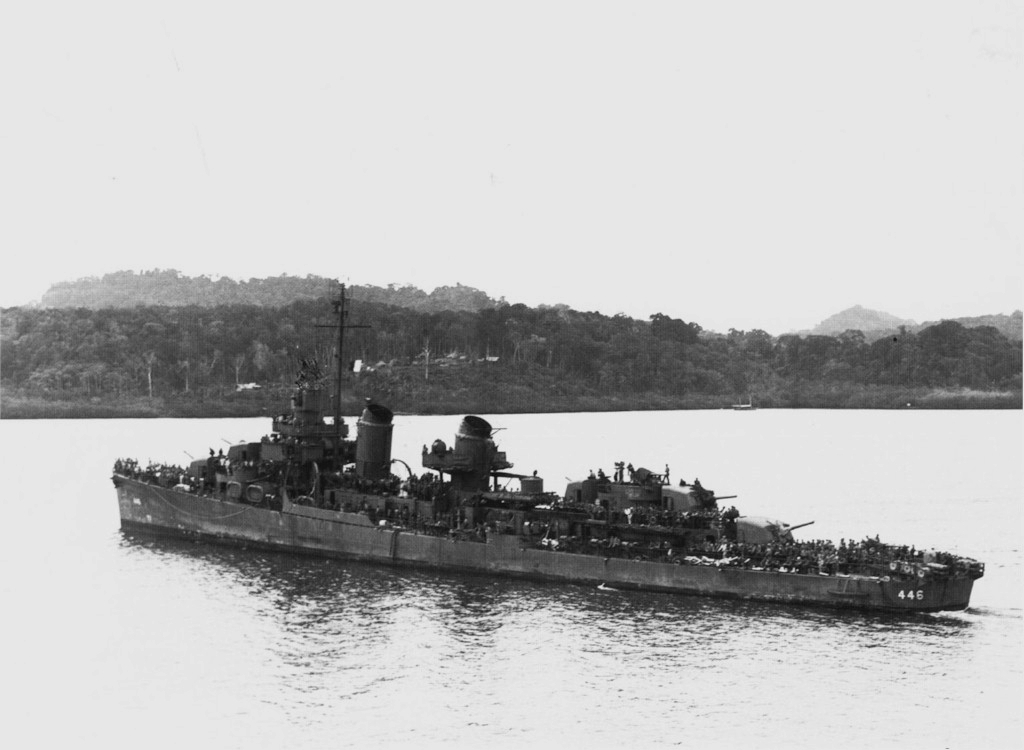
USS „Radford” z rozbitkami na pokładzie

Akcja ratowania rozbitków z „Heleny” została podjęta przez niszczyciele USS „Nicholas” i USS „Radford”. Ok. godz. 5.22 natknął się na nie niszczyciel „Amagiri” próbujący szukać rozbitków z „Niizuki”; obie strony wystrzeliły torpedy, lecz niecelnie. Podczas wymiany ognia, „Amagiri” został lekko uszkodzony jednym pociskiem i się wycofał. Godzinę później natknął się na niszczyciele amerykańskie starszy japoński niszczyciel „Mochizuki”, powracający z Vila, lecz po ostrzelaniu przez Amerykanów, również się wycofał.
Obawiając się japońskich nalotów, oba niszczyciele amerykańskie jednak przerwały akcję ratowniczą i wycofały się do Tulagi. Z pozostałych rozbitków, 165 dopłynęło do brzegu opanowanej przez Japończyków wyspy Vella Lavella, gdzie dzięki pomocy ludności ukrywali się do 16 lipca, kiedy zostali uratowani przez specjalnie wysłane w tym celu amerykańskie okręty. Łącznie uratowano 739 członków załogi, zginęło 168.
Starcie zakończyło się niewielką wygraną Japończyków, którzy zatopili krążownik za cenę utraty nowoczesnego dużego niszczyciela z całą załogą i kontradmirałem Akiyamą oraz lekkich uszkodzeń kilku innych niszczycieli. Niszczyciel starszego typu „Nagatsuki” jednak w nocy wszedł na mieliznę koło Bambari Harbor, gdzie został w dzień 6 lipca 1943 zniszczony przez samoloty amerykańskiej piechoty morskiej. Na „Niizuki” zginęło ok. 300 ludzi, na „Amagiri” – 10, „Nagatsuki” – 8 i „Hatsuyuki” – 6. Mimo to, Japończycy osiągnęli swój cel taktyczny, w postaci dostarczenia na Kolombangarę 1600 żołnierzy.

## Zestawienie sił
- † – okręty zatopione
- # – okręty uszkodzone (lekko)

### Alianci

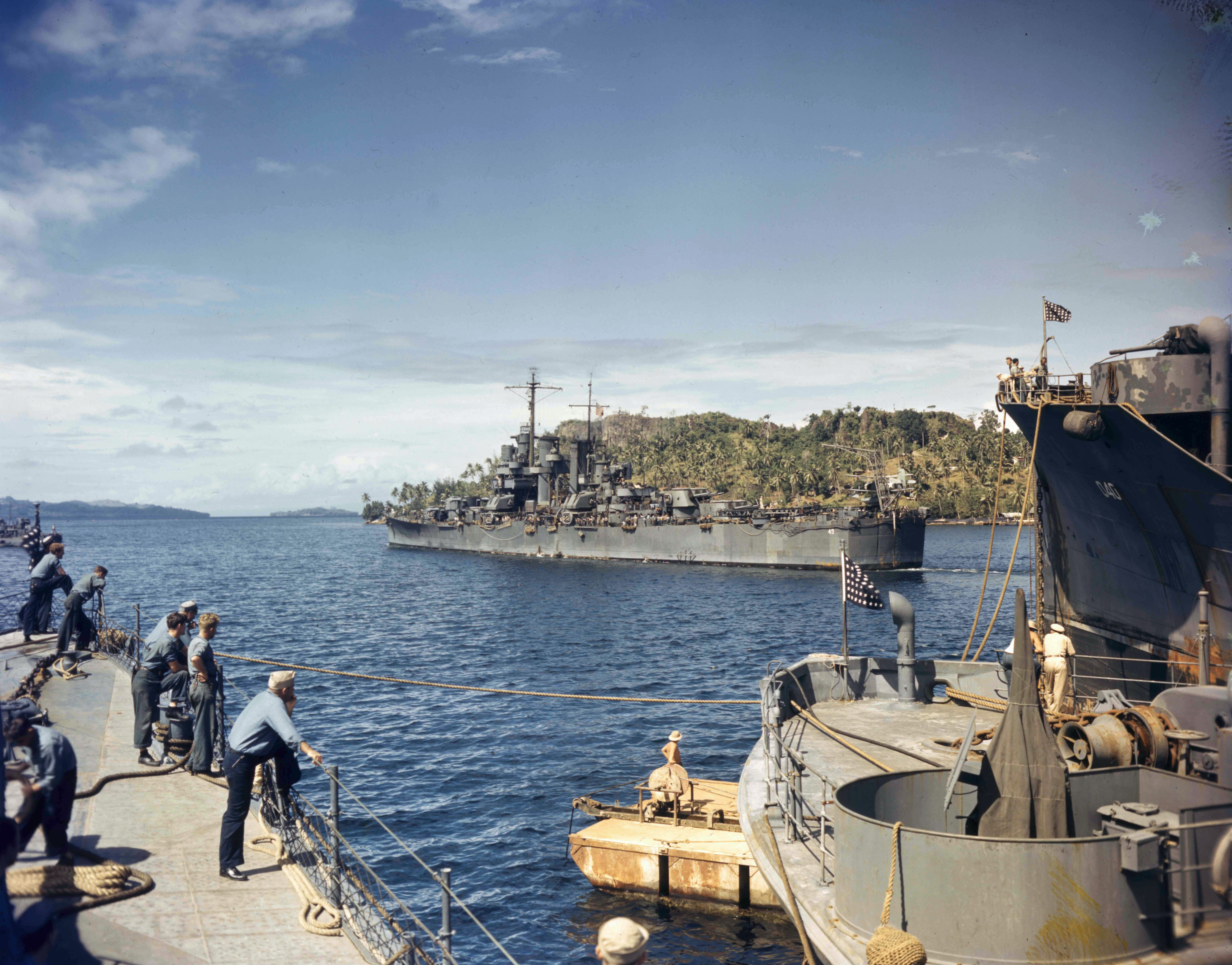
Krążownik amerykański USS „St. Louis” w bazie Tulagi, 1943

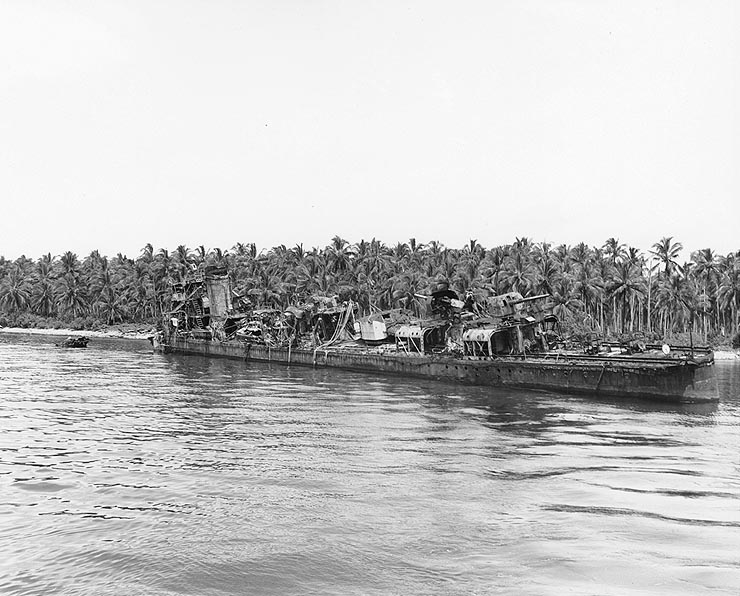
„Nagatsuki” zniszczony u brzegu Kolombangary

- Task Group 36.1 – kadm. Walden Ainsworth
  - 9 dywizjon krążowników (kadm. Walden Ainsworth): krążowniki lekkie
    - USS „Honolulu” (okręt flagowy),
    - USS „St. Louis”(inne języki),
    - USS „Helena” †

  - 21 eskadra niszczycieli (kmdr por. F. McInerney): niszczyciele
    - USS „Nicholas” (okręt flagowy),
    - USS „O’Bannon”,
    - USS „Jenkins”,
    - USS „Radford”

### Japonia
- kadm. Teruo Akiyama †
  - zespół osłony: niszczyciele
    - „Niizuki” † (okręt flagowy, typu Akizuki),
    - „Suzukaze”# (typu Shiratsuyu),
    - „Tanikaze” (typu Kagerō)

  - 1. zespół transportowy (kmdr Orita): niszczyciele
    - „Mochizuki”# (typu Mutsuki),
    - „Mikazuki” (typu Mutsuki),
    - „Hamakaze” (typu Kagerō)

  - 2. zespół transportowy (kmdr Kunizo Kanaoka): niszczyciele
    - „Nagatsuki” † (typu Mutsuki),
    - „Satsuki” (typu Mutsuki),
    - „Amagiri”# (typu Fubuki),
    - „Hatsuyuki”# (typu Fubuki)